# Stefan Pehringer

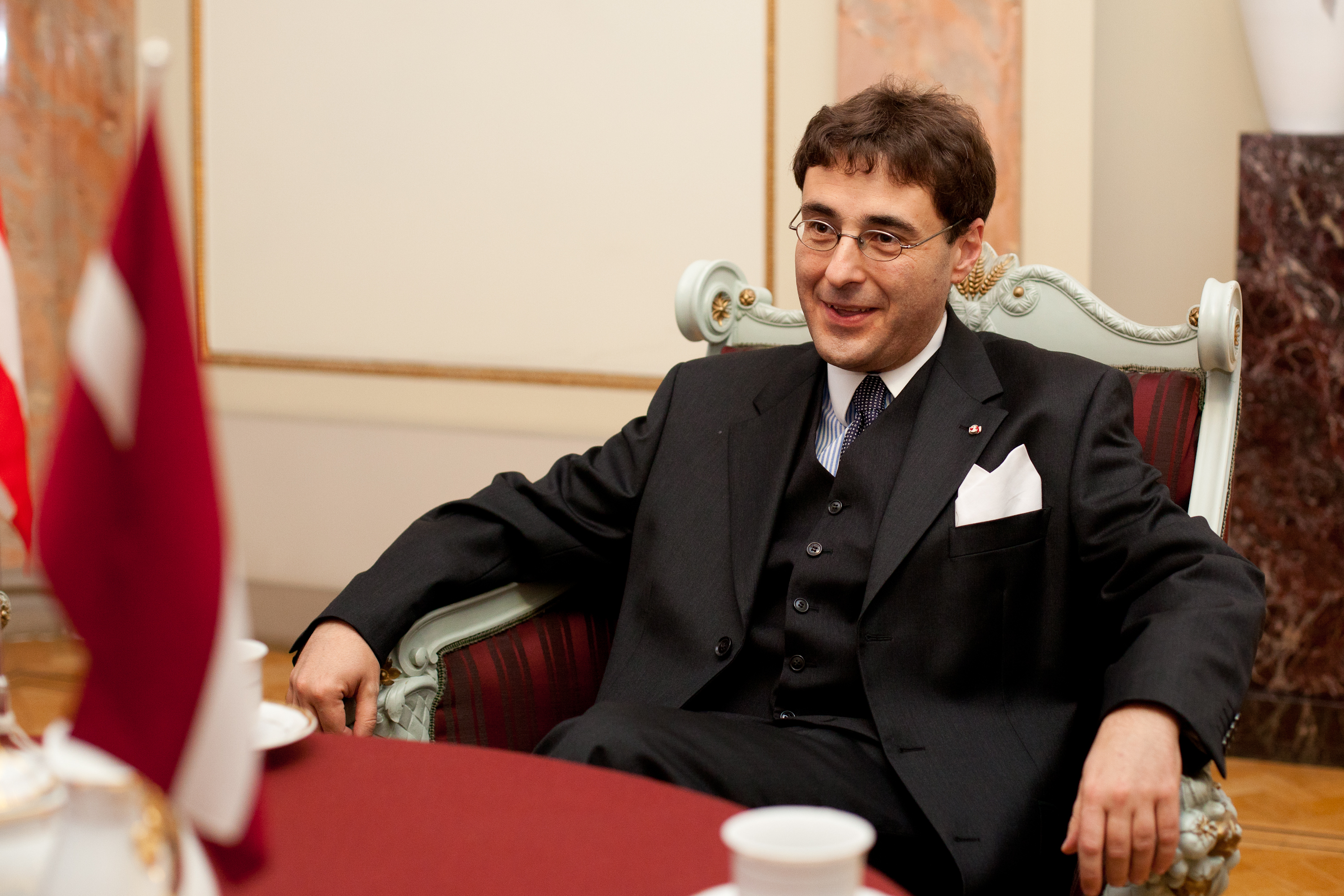
Stefan Pehringer (2011)

Stefan Pehringer (* 1969 in Bad Aussee) ist ein österreichischer Diplomat.

## Lebenslauf
Stefan Pehringer stammt aus dem Ausseerland. Er besuchte Volksschule, Hauptschule und Gymnasium in Bad Aussee. Ab 1987 folgte ein Studium der Rechtswissenschaften an der Universität Wien (Promotion 2004), 1995 absolvierte er auch ein Post-Graduate-Studium in Europarecht an der Universität Göttingen und das mehrstufige Auswahlverfahren für den auswärtigen Dienst (Examen préalable). 1995/96 war er für die SPÖ Mitglied des Gemeinderates der Stadtgemeinde Bad Aussee.
Pehringers diplomatische Laufbahn begann 1996 am Bundesministerium für auswärtige Angelegenheiten (BMaA). Juli 1999 wurde er als Botschaftssekretär an die Botschaft Berlin in Deutschland gesandt, Dezember 2003 stellvertretender Botschafter (Gesandter-Botschaftsrat) in Kopenhagen, mit Island; Botschafter Erich Buttenhauser. Im Oktober 2006 kehrte er in den Innendienst zurück, war in der Abteilung für die Beziehungen mit den USA und Kanada tätig, ab April 2009 war er Leiter des Ostasien-Referats und bis August 2011 Leiter des UNESCO-Referats im Außenministerium.
August 2011 wurde er zum Österreichischen Botschafter in Lettland berufen.
Von 2007 bis 2011 war Pehringer Vorsitzender der Personalvertretung im Bundesministerium für europäische und internationale Angelegenheiten.
Im Juni 2014 wechselte Stefan Pehringer als Außenpolitischer Berater ins Kabinett des Bundeskanzlers Werner Faymann ins Bundeskanzleramt. Dort war er insbesondere auch in der Bewältigung der Flüchtlingskrise in Europa ab 2015 engagiert, so als österreichischer Koordinator am Aufbau der EU-Hotspots in Griechenland und Italien. Nach dem Rücktritt von Bundeskanzler Faymann trat Stefan Pehringer in das Büro von Nationalratspräsidentin Doris Bures über, wo er ebenfalls als außenpolitischer Berater tätig war. Anfang 2017 übernahm Pehringer die Leitung der österreichischen Botschaft in Ottawa (Kanada). Seit April 2022 ist er österreichischer Botschafter in Norwegen (Oslo).
Sein außerberufliches Engagement umfasst beispielsweise die Moderation des alljährlichen Altausseer Kirtags (bis 2014) oder die Mitgliedschaft im Kuratorium des SK Rapid Wien (seit 2009).

## Auszeichnungen
- Kommandeurskreuz des Danebrog-Ordens, verliehen von Königin Margrethe II. von Dänemark
- Kommandeurskreuz des Drei-Sterne-Ordens der Republik Lettland
- Jerusalem-Pilgerkreuz (Päpstlicher Verdienstorden)
- 2024: Großes Silbernes Ehrenzeichen für Verdienste um das Land Wien[6]

## Nachweise
- Lebenslauf Stefan Pehringer. Österreichische Botschaft Riga, 2013 (pdf, abgerufen am 2. März 2016).

1. ↑  Außenministerium: Beschluss des Ministerrates über Besetzung von Leitungsfunktionen im Ausland. Pressemitteilung APA, OTS0070, 9. Dezember 2015.
2. ↑  Im Vorzimmer der Macht – Der wirtschaftspolitische Berater geht, ein neuer Pressesprecher kommt: Diese Woche gab es im Kanzlerbüro einige Änderungen. Doch wer sitzt eigentlich im Team Faymann? Iris Bonavida, Die Presse online, 16. Januar 2015.
3. ↑  Hotspots für Flüchtlinge an EU-Außengrenze bis Ende November … – Faymann sicherte erneut 100 Experten aus Österreich zu. In: Der Standard online, 2. Oktober 2015;
Faymann fordert rasche Umsetzung. Bundeskanzler Werner Faymann (SPÖ) reist am Dienstag nach Lesbos und trifft dort seinen Amtskollegen Alexis Tsipras. ORF, 4. November 2015.
4. ↑  Startseite. In: Außenministerium der Republik Österreich. Abgerufen am 5. September 2022.
5. ↑  Das Kuratorium des SK Rapid. skrapid.at, abgerufen am 3. März 2016.
6. ↑  Wiens Landeshauptmann Ludwig verleiht Botschafter Pehringer das Große Silberne Ehrenzeichen. In: wien.gv.at. 3. September 2024, abgerufen am 3. September 2024.

| Vorgänger     | Amt                                                   | Nachfolger |
| ------------- | ----------------------------------------------------- | ---------- |
| Wilhelm Donko | Österreichischer Botschafter in Norwegen April. 2022– | —          |

| Personendaten    | Personendaten             |
| ---------------- | ------------------------- |
| NAME             | Pehringer, Stefan         |
| KURZBESCHREIBUNG | österreichischer Diplomat |
| GEBURTSDATUM     | 1969                      |
| GEBURTSORT       | Bad Aussee                |